# Robotrek
Robotrek — японская ролевая игра для приставки Super Nintendo Entertainment System, разработанная студией Quintet в сотрудничестве с Ancient и выпущенная компанией Enix в 1994 году. В Японии выходила под названием  Slapstick (яп. スラップスティック сураппусутикку).
Игра наполнена юмором, что видно уже по японскому названию, и ориентирована прежде всего на юную аудиторию, при этом в окружении задействованы элементы научной фантастики и стимпанка. Отличительная черта геймплея состоит в наличии возможности конструировать собственных роботов, которые потом используются в сражениях вместо персонажа. Как отмечали обозреватели журнала Next Generation Magazine, Robotrek является предшественницей знаменитой серии Pokémon, поскольку здесь впервые была применена концепция, когда главный герой лично не участвует в боях, а выставляет вместо себя кого-то другого, кроме того, призыв робота на поле боя осуществляется посредством красно-белых шаров, напоминающих по виду покеболы.

## Игровой процесс
Стилистически Robotrek представляет собой типичную японскую ролевую игру своего периода и выделяется лишь тем, что главный герой сражается с врагами не самостоятельно, а с помощью боевых роботов, которых сам же конструирует. В этом плане игра напоминает серии Pokémon и Dragon Quest Monsters. Каждую деталь робота можно настроить по своему усмотрению, также позволено выбирать для них экипировку, специальные атаки, цвет корпуса и имя. Одновременно в отряде могут находиться до трёх экземпляров, персонаж собирает их самостоятельно из созданных или найденных запасных частей, при этом в дело идут так называемые «программные очки» (англ. Program Points), требующиеся для установки программ со специальными приёмами и способностями.
В случае соприкосновения персонажа с перемещающимися на экране противниками начинается сражение, игра переходит из режима путешествия в режим битвы. Обычно игрок ходит первым, если только враг не подкрался к герою сзади, а вообще очерёдность ходов регулируется системой наподобие ATB, впервые применённой в игре Final Fantasy IV. Другими словами, порядок действий участвующих в бою единиц зависит от показателей скорости каждого и от сложности выполняемых ими движений, действующие лица получают право ходить в реальном времени после заполнения соответствующей шкалы. По аналогии с серией Pokémon персонаж может выставить на бой только одного из трёх своих роботов, а для его замены придётся потратить целый ход.
Как и в большинстве ролевых игр, персонаж после удачных сражений получает очки опыта, после накопления достаточного количества которых происходит повышение уровня. Также некоторые враги могут оставить после себя контейнеры с деньгами, либо какими-нибудь предметами или запчастями — их при желании потом тоже можно переработать в деньги. За соблюдение определённых условий победы игрок награждается дополнительными бонусами, например, при уничтожении всех противников за отведённое время или при использовании одних только рукопашных атак на карте появляются дополнительные контейнеры с призами. Успех в сражениях напрямую зависит от качества используемых деталей, поэтому на протяжении всего прохождения игрок постоянно должен создавать новые образцы экипировки, комбинируя друг с другом различные материалы и запчасти. Производство новых деталей осуществляется в специальных изобретательских машинах, время от времени встречающихся на некоторых локациях. Технологию создания чего-то нового персонаж узнаёт из найденных научных журналов, однако не все технологии поддаются ему сразу — большинство становятся доступными по достижении определённого уровня. Имеющиеся образцы оружия до девяти раз можно улучшать до более мощных, комбинируя их с другим оружием того же типа.

## Сюжет
События Robotrek разворачиваются на вымышленной научно-фантастической планете Куинтеникс, в тот момент, когда мирное и процветающее общество подвергается нападению преступной группировки под названием Хакеры. Бандиты, используя робототехнических монстров, устраивают повсюду погромы, участвуют в грабежах, уничтожают всё на своём пути. Знаменитый изобретатель доктор Акихабара из городка Рококо решает отправиться в путешествие, чтобы выяснить истинные планы нарушителей мирового порядка и оказать им хоть какое-то сопротивление, при этом дома остаётся его малолетний сын — именно он и является главным героем повествования. Мальчик, мечтая пойти по стопам отца и стать великим изобретателем, вскоре создаёт своего собственного робота и тоже встаёт на путь противостояния. Позже выясняется, что Хакеры ищут Тетрон, загадочный камень с мистическими силами, позволяющий заглядывать в прошлое и будущее, а также путешествовать во времени. Лидер организации стремится завладеть раскиданными по всему миру осколками этого камня, чтобы получить контроль над временем и встать во главе всей человеческой цивилизации.

## Отзывы и критика
Продажи игры были довольно скромными, так, компания Quintet сообщила о реализации 45 тысяч копий на территории Японии и 20 тысяч в Северной Америке. Обозреватель сайта RPGamer раскритиковал англоязычную локализацию, отметив, что многие шутки и приколы, заложенные в оригинал, в ходе перевода пропали, поэтому происходящее воспринимается значительно хуже. Журнал Next Generation Magazine впоследствии назвал игру инновационным прорывом, поскольку здесь впервые применена концепция использования второстепенных существ в боях и призыва их с помощью шаров-контейнеров, что позже было заимствовано серией Pokémon. Как считает автор статьи Джо Кайзер, Robotrek могла бы стать в своё время такой же популярной, если бы вышла для портативных устройств и поддерживала бы многопользовательский режим.